# Harriet Tubman
Harriet Tubman, nata Araminta "Minty" Ross e anche conosciuta come "Mosè degli afroamericani" (Contea di Dorchester, marzo 1822 – Auburn, 10 marzo 1913), è stata un'attivista statunitense che combatté per l'abolizione della schiavitù e, in seguito, per il suffragio femminile, prestando anche attività come spia al servizio dell'Unione durante la Guerra di Secessione.

## Biografia
Non si conosce il preciso luogo di nascita, nonostante si sappia che era nella Contea di Dorchester, nello stato del Maryland, né la data di nascita, che viene stimata tra il 1820 e il 1825, poiché neanche lei ne era certa. Secondo le ricerche della storica Kate Larson, la data più probabile sembra essere marzo 1822. La sua bisnonna materna, Modesty, era giunta negli Stati Uniti su una nave di schiavi dall'Africa e durante la sua infanzia Tubman veniva considerata, per i suoi tratti fisici, una Ashanti, sebbene non ci siano prove al riguardo. Sua madre, Harriett Green, probabilmente mulatta, era una cuoca per Mary Pattison Brodess; mentre il padre, Ben Ross, era falegname per Anthony Thompson, che sarebbe poi diventato il secondo marito di Brodess. Harriett e Ben si sposarono nel 1808 e ebbero altri otto figli: Linah, Mariah Ritty, Soph, Robert, Ben, Rachel, Henry e Moses.
La madre dovette combattere per mantenere unita la famiglia, infatti Edward Brodess vendette tre dei suoi figli (Linah, Mariah Ritty, e Soph), separandoli per sempre dal resto della famiglia. Un giorno, uno schiavista georgiano si mostrò interessato al figlio più giovane Moses, e lei lo nascose per un mese. Quando i due lo trovarono, lei disse: "You are after my son; but the first man that comes into my house, I will split his head open." (Date la caccia a mio figlio ma spaccherò la testa a chiunque metterà piede in casa mia). Secondo molti suoi biografi, questo episodio alimentò la sua credenza nella possibilità di resistere alla schiavitù.

### Primi anni
La madre aveva poco tempo per il resto della famiglia e quindi Tubman doveva (come capitava spesso nelle grandi famiglie) prendersi cura dei fratelli più piccoli. A sei anni fu venduta da Brodess a una certa Miss Susan, per fare da tata al figlio della donna. Ogni volta che il bambino si svegliava piangendo, lei veniva frustata. Trovò anche modi di resistere, scappando, indossando vari strati di vestiti e difendendosi. In seguito lavorò anche nella piantagione di un certo James Cook, dove doveva controllare le trappole per i topi, e così contrasse il morbillo. Si ammalò a tal punto che Cook la restituì a Brodess e così la madre se ne prese cura fino alla guarigione. In seguito lei parlò della sua nostalgia di casa comparandosi al ragazzo dello Swanee River, citando la canzone folk Old Folks at Home di Stephen Foster.

### L'incidente
Nel 1833, quando era ancora adolescente, fu mandata a sbrigare delle commissioni in un negozio di tessuti. Lungo il tragitto si imbatté in uno schiavo in fuga; il padrone del fuggiasco le ordinò di trattenerlo, ma lei si rifiutò e scappò via. Il padrone, per fermare la fuga dello schiavo, gli lanciò un pezzo di metallo (quasi 9 kg) che però colpì lei in testa. Fortunatamente i suoi folti capelli attutirono il colpo salvandole la vita. Harriet passò due giorni di convalescenza, senza cure mediche, per poi tornare a lavorare nei campi. L'incidente le causò forti emicranie, vertigini, ipersonnia e delle visioni che lei reputava premonizioni divine. Inoltre si pensa che abbia sofferto di epilessia del lobo temporale, con continui attacchi epilettici e svenimenti improvvisi. Il proprietario la restituì a Brodess che cercò, senza riuscirci, di venderla nuovamente.

### Famiglia
Nel 1840 il padre venne affrancato e dichiarato un uomo libero, tuttavia continuò a lavorare per la famiglia Thompson. Diversi anni dopo Tubman pagò un avvocato per investigare sullo status della madre, che come il marito, doveva essere affrancata all'età di 45 anni, e così tutti i figli nati dopo i 45 anni di età dei genitori sarebbero stati liberi, ma i proprietari ignorarono la clausola che lo stabiliva e lei non poteva permettersi di intentare una causa contro di loro. Nel 1844 sposò un uomo nero libero, John Tubman. Non si sa molto su di lui o sulla loro vita privata, tuttavia la loro unione fu difficile per il fatto che a causa del Partus sequitur ventrem i figli di una madre schiava diventavano a loro volta schiavi del padrone della madre. Probabilmente dopo il matrimonio, Araminta modificò il suo nome in Harriet Tubman, anche se il motivo non è noto.

### La fuga dalla schiavitù
Nel 1849 si ammalò nuovamente, tuttavia Brodess continuò a tentare di venderla. Lei inizialmente pregò Dio per fargli cambiare idea, ma non vedendo il cambiamento sperato iniziò a pregare per la sua morte, che avvenne una settimana dopo. Dopo questo avvenimento Tubman si ritenne responsabile e mostrò un certo rimorso per ciò che aveva chiesto, infatti lei era una fervente cristiana e le sue visioni la spingevano a pensare di essere una protetta di Dio. La vedova, Eliza, iniziò a vendere gli schiavi dei Brodess e così Harriet decise di non lasciarle decidere il destino della sua famiglia. Il marito tentò di dissuaderla, ritenendo la fuga troppo pericolosa, ma lei rispose:
(Harriett Tubman)

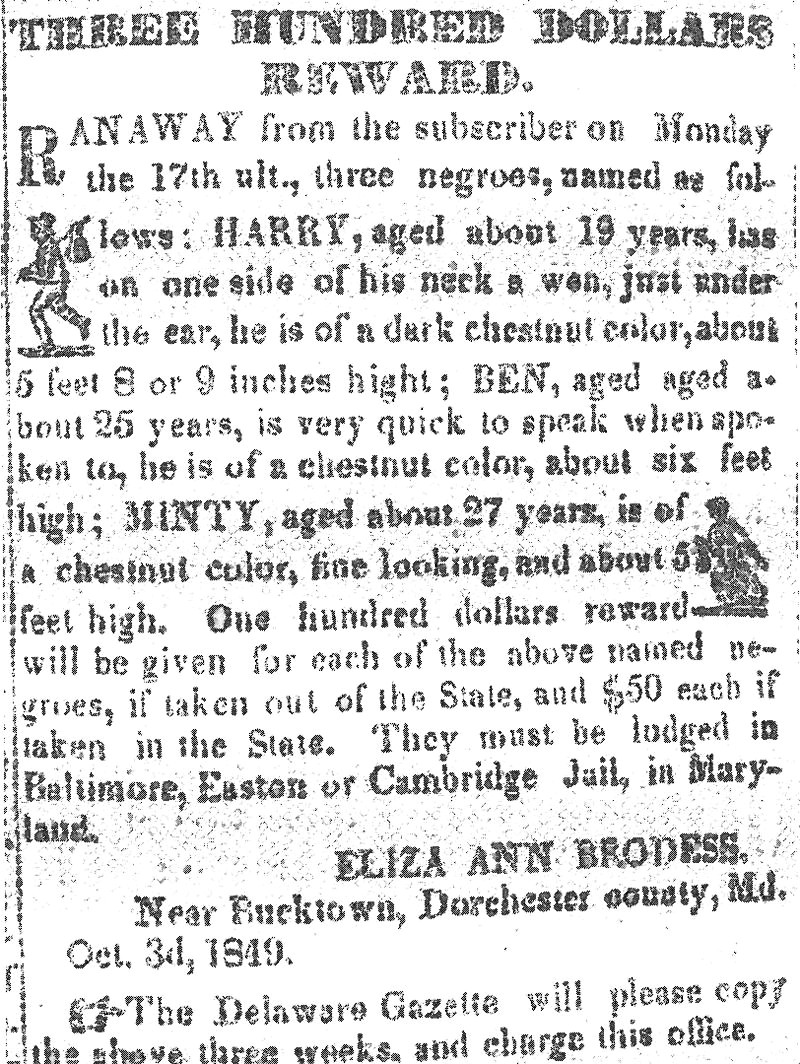
La taglia pubblicata sul Democrat

Harriet fuggì con i fratelli Henry e Ben il 17 settembre 1849. Inizialmente riuscirono a passare inosservati ma presto la Brodess li scoprì e pubblicò una taglia sul Democrat di Cambridge, offrendo 100 dollari per ogni schiavo (circa 3000 dollari odierni). La fuga ebbe breve durata, infatti Ben sarebbe presto divenuto padre e quindi i tre tornarono indietro. Successivamente Tubman fuggì di nuovo, senza i fratelli, e informò la madre dei suoi piani attraverso Mary, un'altra schiava, intonandole alcune parole in codice: "I'll meet you in the morning, I'm bound for the promised land".
Non si sa precisamente dove fosse diretta, tuttavia si è certi che transitò per la Contea di Caroline, dove c'era una cospicua comunità di Quaccheri, che la aiutarono a prendere una strada ben nota agli schiavi in fuga. Passò lungo il corso del fiume Choptank, attraversò il Delaware e in 26 giorni, orientandosi con l'aiuto della Stella Polare (come si usava fare non avendo una bussola) e utilizzando gli aiuti e gli itinerari degli Underground Railroad, arrivò al confine con lo stato della Pennsylvania.
Ripensando a quel momento disse: 
(Harriet Tubman)

### Con gli Underground Railroad
Dopo la fuga iniziò ad aiutare l'organizzazione dell'Underground Railroad ("ferrovia sotterranea") e, per le sue imprese, l'abolizionista William Lloyd Garrison le affibbiò il nome di Mosè, un chiaro riferimento al profeta che condusse gli Ebrei fuori dalla schiavitù egiziana, secondo l'Antico Testamento. Mosè era anche il suo nome in codice, infatti la sua vera identità e le sue missioni erano un segreto custodito gelosamente dai suoi collaboratori. Inoltre, per guidare gli schiavi che aveva liberato, cantava la canzone "Go Down Moses", cambiando il ritmo in caso di pericolo, e utilizzandolo per comunicare agli eventuali Railroad che stava guidando degli schiavi liberati. In effetti non esisteva un codice universale nella loro organizzazione, ma in questo caso la canzone era cantata spesso dai reggimenti neri dell'esercito dell'Unione, e ciò la rendeva abbastanza appropriata e riconoscibile.

### Filadelfia e la Fugitive Slave Law
Successivamente si recò a Filadelfia, dove iniziò a pensare alla sua famiglia:
(Harriet Tubman)
Nel frattempo il Congresso aveva approvato la Fugitive Slave Law, che rinforzava il preesistente Fugitive Slave Act del 1793. Questa legge prevedeva multe fino a 1000 dollari per chi non avesse riconsegnato gli schiavi ai padroni, infatti in alcuni stati abolizionisti (come il New Jersey) gli schiavi venivano resi automaticamente liberi. La sua approvazione rese dunque più difficile la fuga degli schiavi (che cercarono rifugio in Ontario, che essendo parte del Canada e di conseguenza parte dell'Impero Britannico, aveva abolito la schiavitù e non risentiva delle leggi promulgate dal Congresso statunitense).

### La liberazione della famiglia
Nel dicembre del 1850 Tubman venne a sapere che la nipote Kessiah e i suoi due figli, James Alfred e Araminta, sarebbero stati venduti all'asta a Cambridge. Decise quindi di recarsi a Baltimora dal cognato, Tom Tubman. Il marito di Kessiah, John Bowley, fece l'offerta più alta per sua moglie e mentre il banditore si era allontanato per cercare Kessiah e i figli ne approfittarono per scappare. Con l'aiuto di Tubman raggiunsero Filadelfia, dove poi si sarebbero riuniti. Nella primavera dell'anno successivo tornò in Maryland più volte per liberare alcuni membri della sua famiglia, tra cui il fratello Moses, con l'aiuto dell'abolizionista Thomas Garrett, che viveva a Wilmington, nel Delaware.
Verso la fine del 1851 tornò nella Contea di Dorchester per ritrovare suo marito, che nel frattempo aveva sposato un'altra donna, una certa Caroline. Inizialmente pensò di fare una scenata ma alla fine decise che non ne valeva la pena e tornò a Filadelfia, aiutando anche alcuni schiavi che stavano fuggendo e che portò con sé. John morirà 16 anni dopo, ucciso durante una discussione in strada da un bianco, Robert Vincent. Come già detto, l'approvazione della Fugitive Slave Law aveva reso gli stati del Nord un posto poco sicuro per gli schiavi in fuga, che ripiegarono verso l'Ontario. Nel 1851 Tubman condusse 11 fuggitivi (tra cui probabilmente anche Kessiah e la sua famiglia) verso Nord e sembra che abbia sostato a casa di Frederick Douglass, schiavo e abolizionista afroamericano. Douglass e Tubman si ammiravano reciprocamente, avendo entrambi combattuto duramente per l'abolizione della schiavitù.
In undici anni Tubman tornò più volte in Maryland, liberando circa 70 schiavi in 13 spedizioni; tra di loro c'erano anche tre dei suoi fratelli, Henry, Bene e Robert, con le loro famiglie. Riuscì ad aiutare anche tra i 50 e i 60 schiavi dando loro indicazioni per fuggire verso nord. Queste spedizioni avvenivano durante l'inverno, per la maggiore lunghezza delle notti che riduceva la possibilità di essere scoperti, e generalmente di sabato, in modo tale che le eventuali taglie e notizie sulla fuga si sarebbero trovate sui giornali solo il lunedì successivo.
Naturalmente il suo lavoro era molto pericoloso e ciò la obbligava a ricorrere a diversi stratagemmi per passare inosservata. Per esempio, una volta riconobbe uno schiavista e per evitare di farsi riconoscere finse di leggere un giornale, nonostante fosse analfabeta. Per proteggersi portava sempre con sé un revolver e non aveva certo paura di usarlo; solitamente era per difendersi dai cacciatori di taglie ma spesso e volentieri dovette usarlo per minacciare i fuggitivi che pensavano di tornare indietro, in quanto questo avrebbe messo in pericolo l'intero gruppo.

In una delle sue ultime missioni in Maryland venne a sapere che il padre, dopo aver comprato e liberato la madre (per 20 dollari), aveva guidato un gruppo di 8 schiavi fuggitivi e per questo poteva essere arrestato. Li aiutò conducendoli sani e salvi a St. Catharines, in Ontario. In tutta la sua carriera non fu mai catturata e tutti i fuggiaschi che condusse in salvo rimasero al sicuro, trovandosi in un paese senza schiavitù e integrandosi con la comunità; diversi anni dopo disse:
(Harriet Tubman)

### L'attacco di John Brown a Harpers Ferry

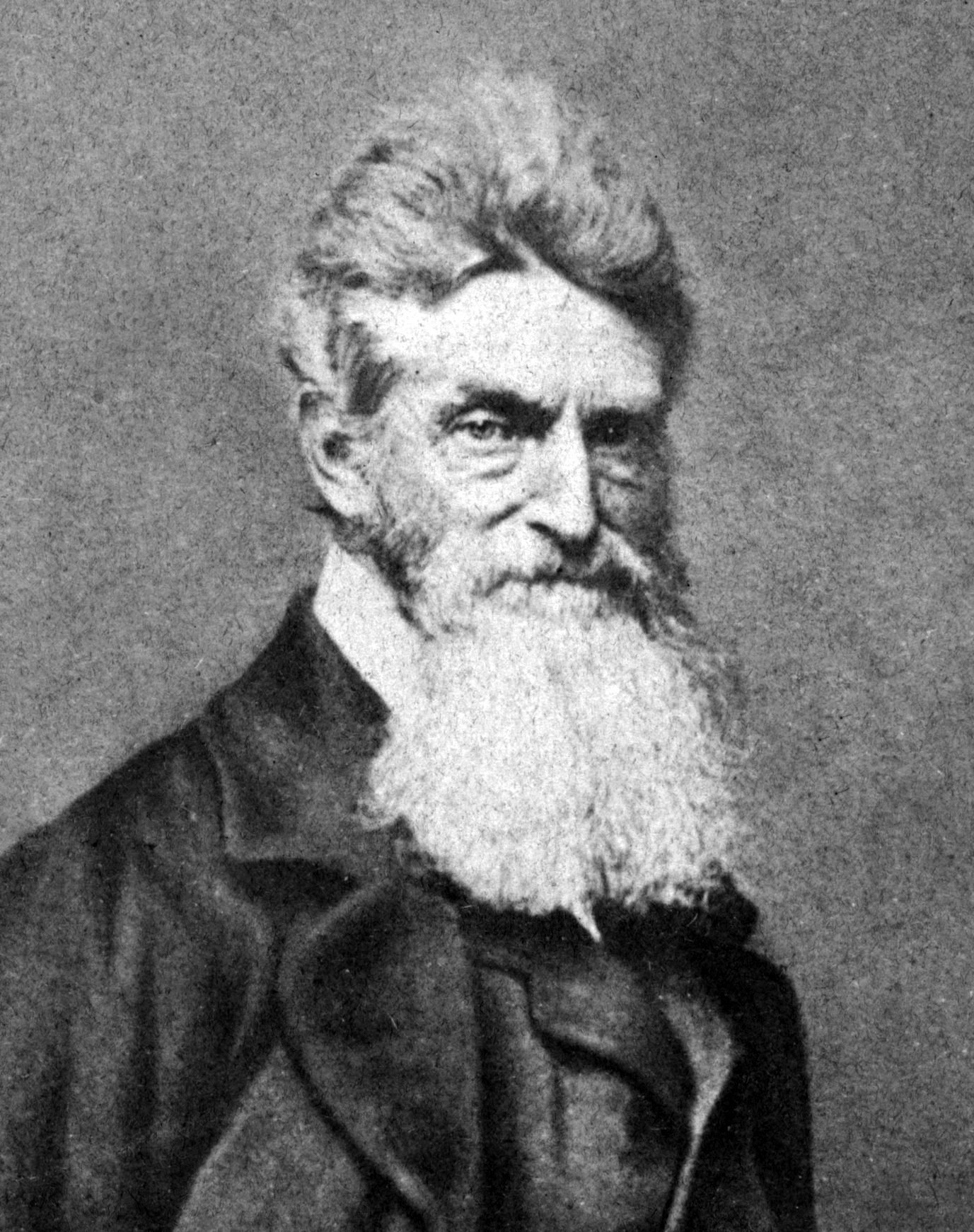
John Brown

Nel 1858 conobbe John Brown, un abolizionista bianco che reputava l'insurrezione armata l'unico metodo possibile per abolire la schiavitù. Tubman non era d'accordo con questa dottrina e usava la violenza solo se strettamente necessario, ma entrambi avevano gli stessi obiettivi e condividevano una forte fede in Dio, rafforzata dal fatto che Harriet sosteneva di aver avuto un sogno premonitore sull'incontro con Brown. Lui iniziò a reclutare dei volontari per attaccare alcuni schiavisti e l'esperienza di Tubman in Pennsylvania, Maryland e Delaware si rivelò molto utile.

Diversi abolizionisti erano contro i suoi metodi (tra cui Douglass e Garrison), ma la Tubman cominciò ad aiutarlo nell'adunanza degli schiavi neri. Brown progettò di iniziare un attacco presso Harpers Ferry, nello stato della Virginia, pensando che questo sarebbe bastato a scatenare una rivolta armata degli schiavi. Espose il piano a Chatham, in Ontario e Tubman si prodigò in suo aiuto. L'assalto ebbe luogo il 19 ottobre 1859, ma fallì e Brown venne catturato e impiccato. Nonostante il fallimento dell'impresa le sue gesta furono lodate dagli abolizionisti. Tubman disse in seguito:
(Harriet Tubman)

### Auburn
Nel 1859 il senatore repubblicano William H. Seward vendette a Tubman un terreno vicino Auburn, nello stato di New York, che lei sfruttò come porto sicuro per gli schiavi in fuga.
Nel novembre del 1860 condusse il suo ultimo salvataggio: negli anni non era ancora riuscita a liberare la sorella Rachel e i figli, Ben e Angerine, perciò tornò nella Contea di Dorchester e organizzò la loro liberazione. Tuttavia scoprì che la sorella era morta e che per liberare i figli doveva pagare una mazzetta di 30 dollari. Non avendo i soldi fu costretta a lasciare i bambini in schiavitù e decise di aiutare un altro gruppo di fuggitivi, che impiegò settimane per raggiungere la destinazione. A causa del freddo e dei problemi insorti con le pattuglie che li cercavano, furono costretti a drogare i bambini con la tintura di oppio. Raggiunsero Auburn il 28 dicembre 1860.

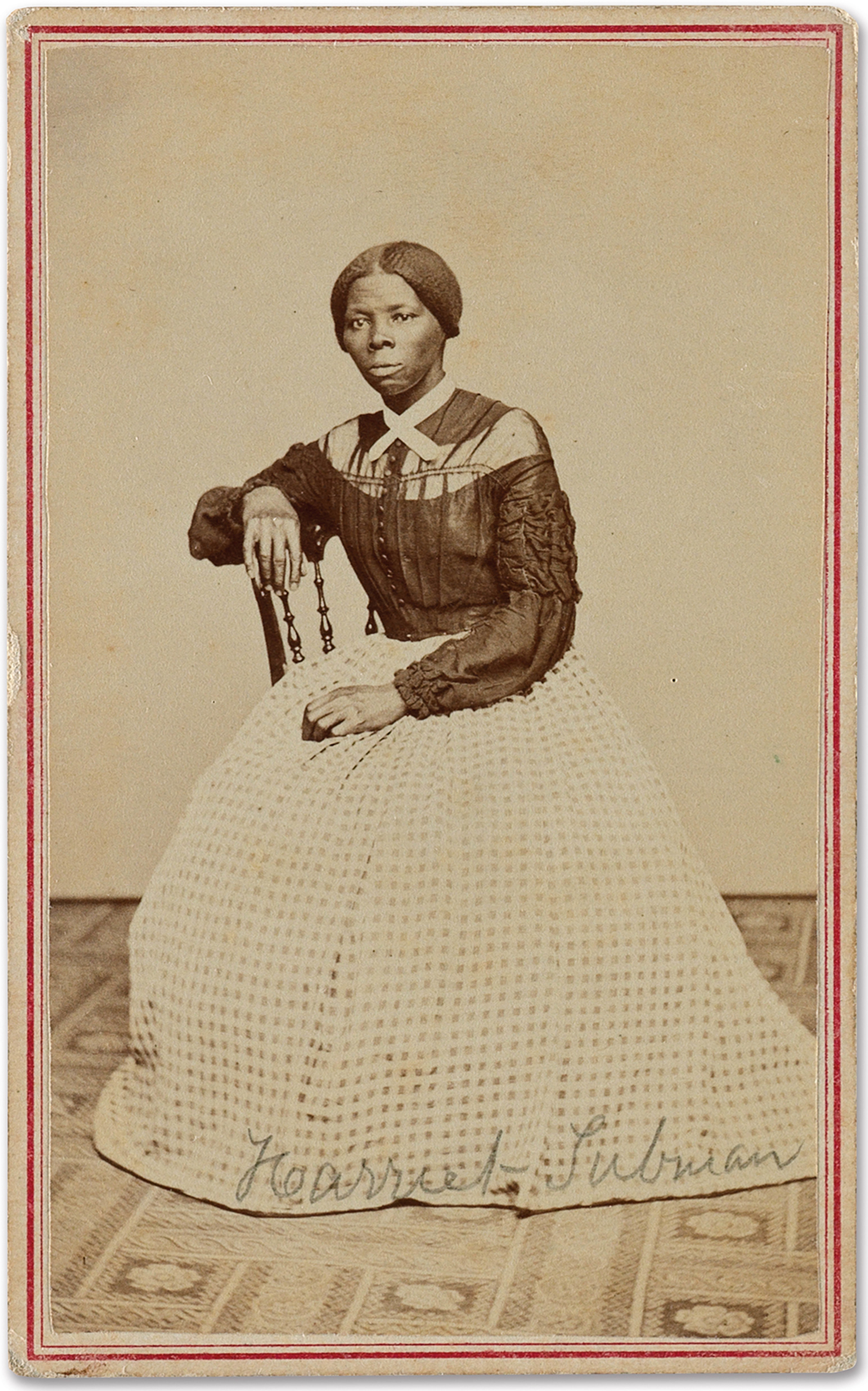
Harriet Tubman verso la fine del 1860

### Guerra di Secessione
Allo scoppio della Guerra di Secessione, lei vide la vittoria dell'Unione come un passo importante per gli abolizionisti. Decise quindi di dare il suo contributo diventando una presenza fissa negli accampamenti di Port Royal, in Carolina del Sud, dove incontrò il generale David Hunter, altro grande sostenitore dell'abolizionismo. Hunter liberò tutti i lavoratori neri di Port Royal (durante le battaglie con gli Stati Confederati; gli schiavi catturati erano definiti "merce di contrabbando" e venivano perciò "sequestrati" dall'esercito dell'Unione che li metteva al lavoro senza paga), e iniziò anche a reclutarne alcuni per un reggimento di soldati neri. Questa decisione però era osteggiata dal presidente Abraham Lincoln, che non era ancora pronto all'abolizione della schiavitù e al rafforzamento dell'emancipazione negli stati del Sud, e che perciò ammonì il generale.
In seguito la Tubman lavorò come infermiera a Port Royal, curando con rimedi naturali i malati di dissenteria e assistendo i soldati malati di vaiolo (il fatto che lei non contraesse la malattia aveva alimentato le voci che la vedevano benedetta da Dio). Inizialmente percepì uno stipendio dallo stato ma dovette rinunciarci poiché molti schiavi liberi pensavano che stesse avendo un trattamento di favore. Dopo il Proclama di emancipazione diresse una piccola squadra di esploratori, sfruttando la sua conoscenza del Maryland orientale. Lavorò con il Segretario alla Guerra Edwin Stanton e successivamente con il colonnello James Montgomery, aiutandolo a conquistare la città di Jacksonville in Florida.
Nel 1863 divenne la prima donna a guidare una spedizione armata nell'ambito di un assalto sul fiume Combahee, nella Carolina del Sud, durante il quale liberò più di 750 schiavi. I giornali lodarono il patriottismo, la sagacia, l'energia e la bravura della Tubman; molti degli schiavi liberati entrarono tra le file dell'Unione. Successivamente lavorò con il colonnello Robert Gould Shaw durante le battaglie di Fort Wagner, e per i due anni successivi continuò a lavorare sia come esploratrice che come infermiera. Dopo la resa degli Stati Confederati, nel 1865, tornò a Auburn. Nonostante gli anni di servizio non ricevette la pensione fino al 1899 e il salario (che oltretutto era inferiore per gli afroamericani) non le fu mai pagato. Unendo ciò alla sua attività e al sostentamento della famiglia, fu costretta a vivere in povertà fino alla sua morte.

### La povertà e il matrimonio
Visse a Auburn con la famiglia e qui conobbe Nelson Charles Davis, un muratore che aveva servito nell'esercito dell'Unione come lei, con cui si sarebbe sposata il 18 marzo 1869. Adottarono una bambina nel 1874, di nome Gertie. Nelson morirà di tubercolosi il 14 ottobre 1888.
Nel frattempo molti dei suoi ammiratori decisero di aiutarla economicamente. Per esempio, Sarah Hopkins Bradford scrisse un libro su di lei (Scenes in the Life of Harriet Tubman), pubblicato nel 1869, che garantì alla Tubman 1200 dollari. Tuttavia il libro non piacque molto alla critica per il suo punto di vista poco oggettivo, e perciò la Bradford scrisse un nuovo libro (Harriet, the Moses of her People), pubblicato nel 1886.

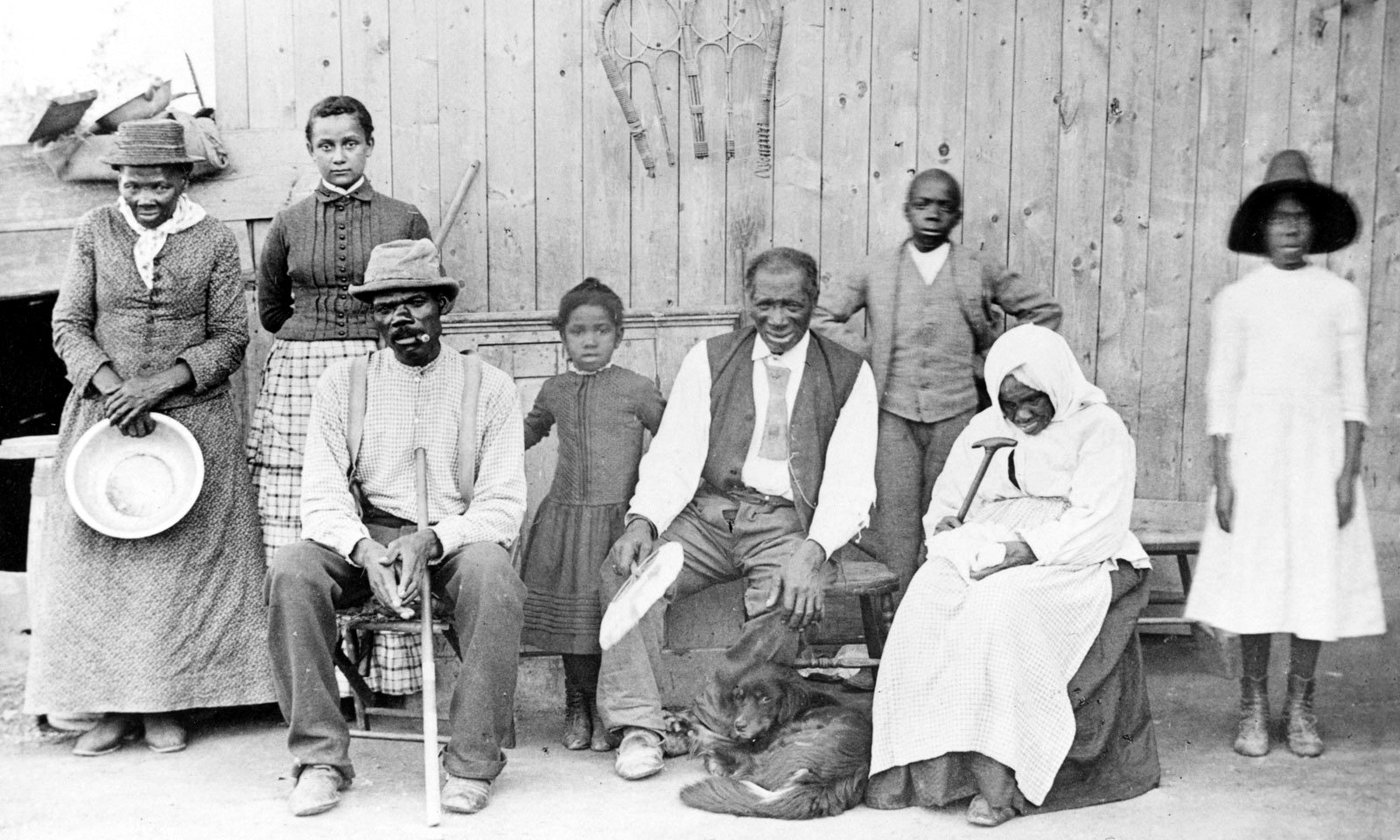
Da sinistra: Harriet, Gertie e Nelson con alcuni schiavi liberati: Lee Cheney, John Alexander, Walter Green, Blind Sarah Parker e Dora Stewart a Auburn

#### Suffragio femminile

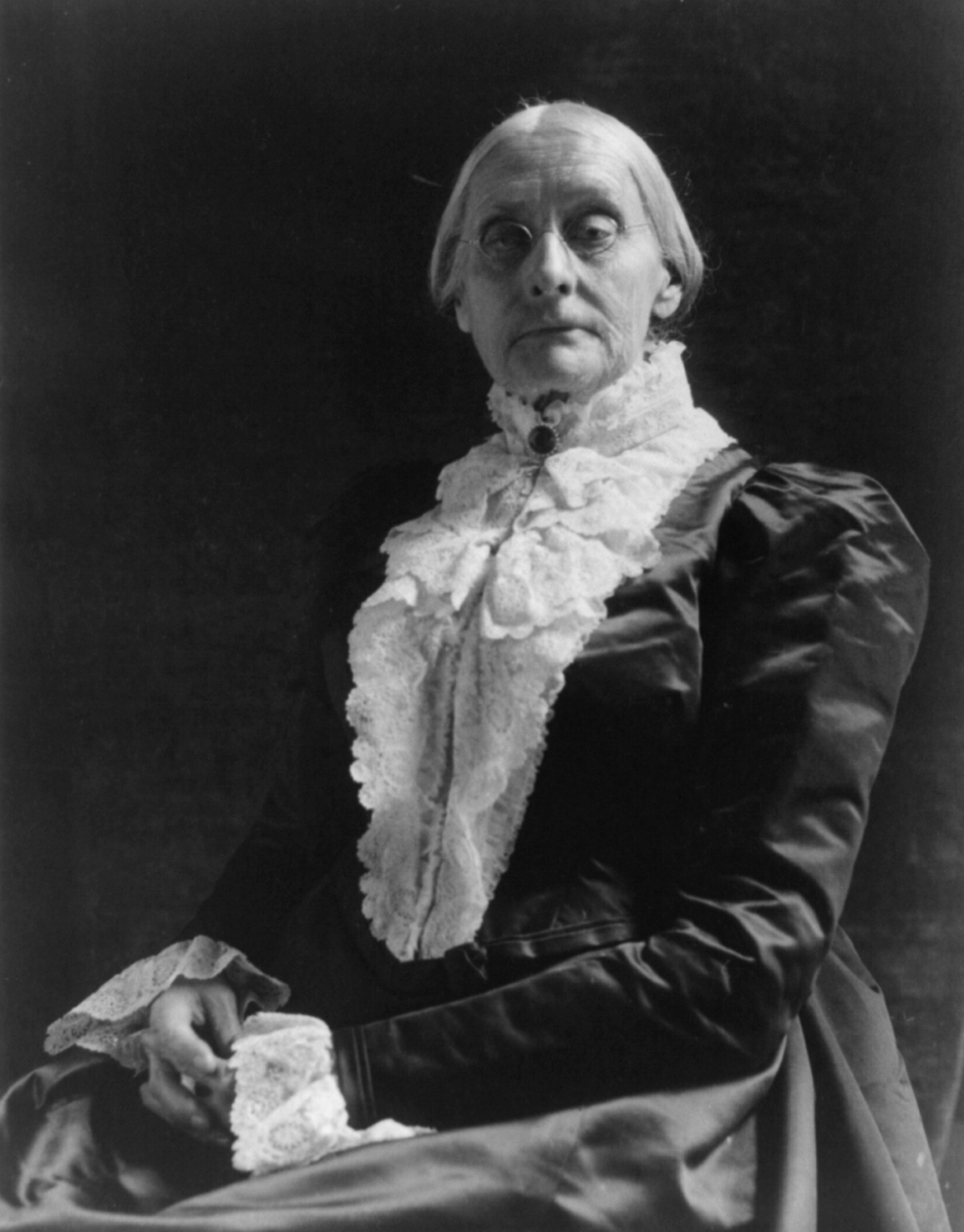
Susan Brownell Anthony

Negli ultimi anni si adoperò per il suffragio femminile, lavorando al fianco di Susan B. Anthony e di Emily Howland. Questa nuova attività la portò a New York, Boston e Washington, e fece di lei un'icona per i movimenti che si prodigavano per il diritto di voto alle donne.

### Ultimi anni di vita
Negli anni '90 dell'800 si sottopose a un intervento di neurochirurgia presso il Massachusetts General Hospital di Boston. Nel 1911, la sua salute la costrinse in casa dove morì di polmonite due anni dopo, nel 1913.

## Nella cultura di massa
- Nel 2014 l'asteroide 241528 Tubman è stato battezzato con il suo nome.[4]
- Nel 2015 negli Stati Uniti è stato proposto di raffigurarla sulla banconota da 20 dollari al posto di Andrew Jackson, una previsione, poi rinviata negli anni, che la renderebbe la prima donna ad apparire sul dollaro statunitense.[5][6][7]
- Nel 2019 le viene dedicato un film biografico dalla regista Kasi Lemmons.
- [8]Nel 2025 diventa una Leader giocabile del gioco civilization 7